# 吉安市
吉安市，简称吉，古称庐陵、吉州，是中华人民共和国江西省下辖的地级市，位于江西省西南部。市境西北接萍乡市，北达宜春市、新余市，东界抚州市，南邻赣州市，西毗湖南省郴州市、株洲市。地处罗霄山脉中段东麓，四周环山，中部为吉泰盆地（吉泰平原）。西部有武功山、万洋山、诸广山，东部有玉华山、雩山。赣江自南向北纵贯全境，与遂川江、蜀水、禾水、恩江等支流汇合，市政府駐吉州区鹭洲东路1号。
吉安境內有佛教聖地——青原山，產生了禪宗青原派。吉安市獲得過全國文明城市、國家衞生城市、省級文明城市、省級衞生城市、江西省首屆生態宜居城市等榮譽稱號。

## 历史

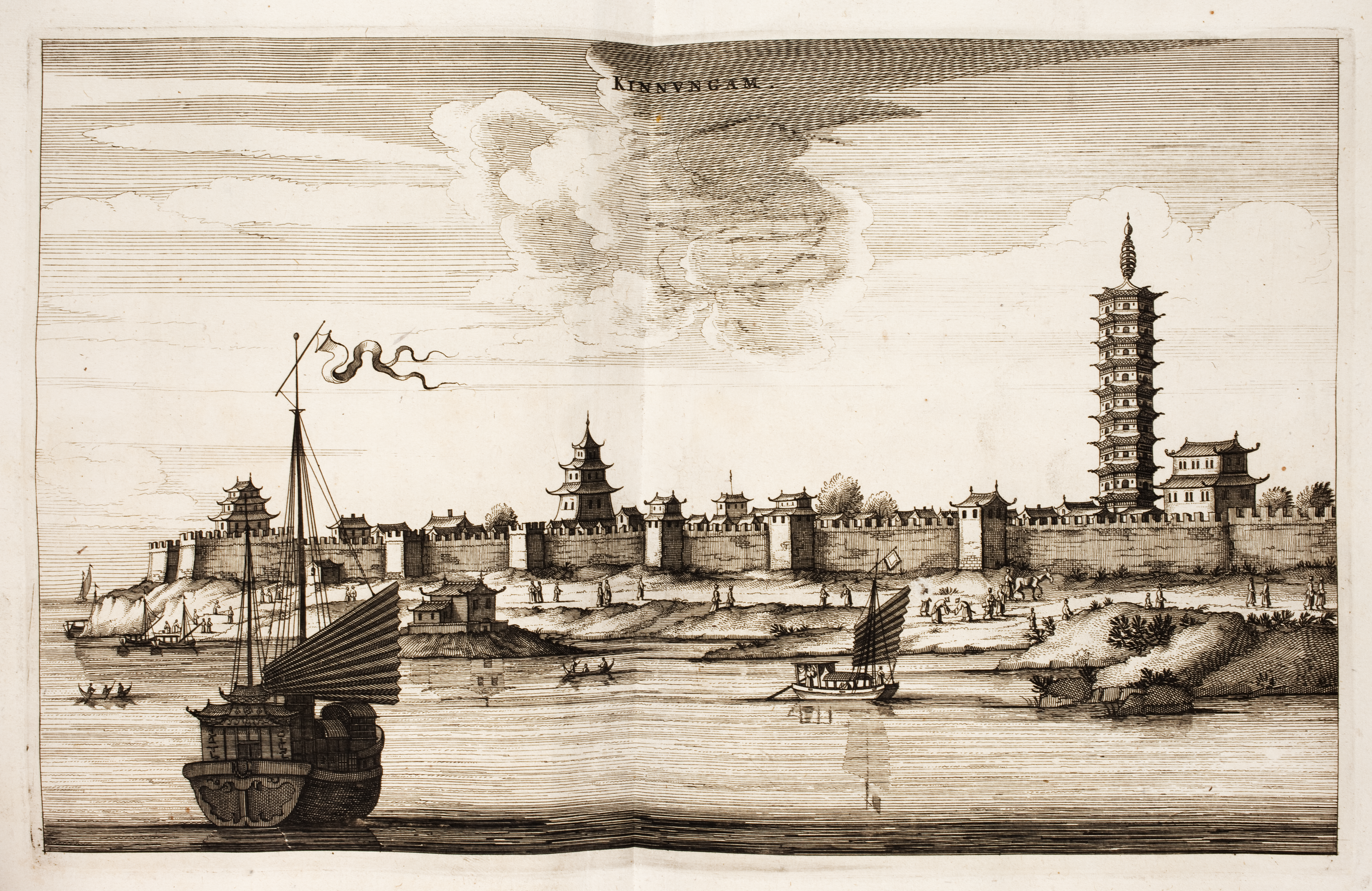
荷兰人约翰·纽霍夫在1665年所画的吉安风景图

早在5000多年前的新石器时期，这里就已有人类活动。在夏商时期，这里属中原九州之一的扬州西南境域。春秋战国时期先后属吴、越、楚。
秦始皇二十六年（前211年），始置庐陵县，属九江郡，汉代改属豫章郡。东汉兴平元年（194年），孙策分豫章郡置庐陵郡，治西昌县（今泰和县）。西晋元康元年（291年），郡治迁石阳县（今吉水县城东北8公里处）。东晋咸康八年（342年），始迁至今吉安市区。
隋开皇十年（590年），改庐陵郡为吉州；大业三年（607年），复为庐陵郡。唐武德五年（622年），又改为吉州；天宝元年（742年），再次改为庐陵郡；乾元元年（758年），再改吉州。
宋开宝八年（975年），置吉州庐陵郡军事。元至元十四年（1277年），改置吉州路总管府；元贞元年（1295年），取吉水、安福两州各一字，更名为吉安路，寓“吉泰民安”之意，“吉安”之名自此始。明洪武元年（1368年），废吉安路，置吉安府，辖9县。清代沿袭明制。
民国元年（1912年），废吉安府，直属江西省。1914年，置庐陵道于宜春，辖21县，改庐陵县为吉安县。1916年，庐陵道迁至吉安。1926年，废庐陵道，直属江西省。1932年，置第九行政区公署于吉安。1939年，改第九行政区为第三行政区。
1949年7月16日，中国人民解放军入驻吉安，置吉安分区。9月，吉安分区改为吉安专区，隶属于赣西南行政区。1951年7月赣西南行政区撤消后，直属江西省。1968年5月，改为井冈山地区。1979年7月改为吉安地区。2000年5月11日，撤销吉安地区和县级吉安市，设立地级吉安市，原县级吉安市改设吉州、青原两个市辖区，现辖2区10县1市（即吉州区、青原区，吉安县、新干县、永丰县、峡江县、吉水县、泰和县、万安县、遂川县、安福县、永新县，井冈山市）。
2020年中国南方水灾期间，7月9日中午至7月10日凌晨，吉安降雨量达150毫米，局部短时降雨量超过300毫米，连续暴雨导致吉安市城区及部分县域多处路段积水成灾。

### 地名来源
- 庐陵：东汉末，豫章郡分立庐陵郡，郡治在西昌县即原庐陵县；
  - 庐陵县：县名《水经注》说其是因境内泸水故名，但陵字亦有山的含义[2]，而泸水和泸潇山地名疑似互相来源；
    - 泸水：该水发源于今安福县武功山，该山古称泸潇山，故而得名泸水；
    - 泸潇山：泸潇山“在安福县西北一百二十里，跨萍乡县界。元赵仪可 《葛仙坛记》：‘其山自萍乡蜿蜒而来，特起二峰，曰泸、曰潇，武功当二峰之中，二峰之水皆出其麓。泸水东流入彭蠡，潇水南流入洞庭，独武功之水出于其顶’。谨按，泸潇或作卢萧，又作罗霄。[3]

- 吉州：“隋开皇十年（590年），改庐陵郡为“吉州”，因辖区存在吉水这一地名而得名[4]
  - 吉水：来源于当时刚废入庐陵县的吉阳县（今吉水县）境内赣江与恩江合行洲渚间的地名，此地形若“吉”字，吉水由此得名。

- 吉安：元贞元年（1295年），吉州更名为吉安路，取吉水州、安福州两州各一字，寓“吉泰民安”之意，“吉安”之名自此始。
  - 吉水：来源同上
  - 安福：西晋时，唐武德年间，以安复的谐音，安复县改名安福县至今。“安福”寓意“平安幸福”的意思。
    - 安复：隋开皇十八年（598），安成县改安复县。但地名来源未知。

## 地理
从地势上看，吉安属罗霄山脉中段，扼湖南、江西咽喉通道，地势极为险要。西部是井冈山。
吉安市位处江西中西部地区、赣江中游及其支流禾水汇合处，是通往井冈山的天然门户。西与湖南省株洲市的炎陵县和茶陵县接壤，南部是赣州市，北部是宜春市和新余市，东部是抚州市。吉安市南北长约218千米，东西宽约208千米，总面积为25271平方千米。中心城区面积约80平方千米。
地形以山地、丘陵、小平原为主，山地占全市面积的51%，平原与岗地约占23%，山地与丘陵约占23%，水面约占4%。 市政府驻地吉州区距省会南昌公里里程为219公里，距首都北京铁路里程为1805.6公里。
吉安的自然资源十分丰富，森林覆盖率达65.3％，有各种植物4000余种，野生动物近千种，均位居江西省前列。

### 中心城区地貌
境内四周高，中部和南都较低，形似盘状，西部为罗霄山脉，城北有螺子山，城西有真君山，青原区东部有青原山。赣江贯穿南北，有白鹭洲。古为白鹭洲书院所在，现为江西省白鹭洲中学。城区最高地在阳明西路西南部，最低地在白鹭洲。

### 气候
吉安市属于亚热带季风气候。冬季较为温和，偶尔寒冷。夏季较长，十分炎热。春秋季相对舒适。最冷月（1月）平均气温6.5℃，极端最低气温-8.0℃（1972年2月9日）。最热月（7月）平均气温29.5℃，极端最高气温40.9℃（2003年7月16日，2003年7月30日）。年平均气温18.4℃，年均降水量约1519毫米。
| 吉安市吉安县气象数据（1981年至2010年）                | 吉安市吉安县气象数据（1981年至2010年） | 吉安市吉安县气象数据（1981年至2010年） | 吉安市吉安县气象数据（1981年至2010年） | 吉安市吉安县气象数据（1981年至2010年） | 吉安市吉安县气象数据（1981年至2010年） | 吉安市吉安县气象数据（1981年至2010年） | 吉安市吉安县气象数据（1981年至2010年） | 吉安市吉安县气象数据（1981年至2010年） | 吉安市吉安县气象数据（1981年至2010年） | 吉安市吉安县气象数据（1981年至2010年） | 吉安市吉安县气象数据（1981年至2010年） | 吉安市吉安县气象数据（1981年至2010年） | 吉安市吉安县气象数据（1981年至2010年） |
| 月份                                                  | 1月                                    | 2月                                    | 3月                                    | 4月                                    | 5月                                    | 6月                                    | 7月                                    | 8月                                    | 9月                                    | 10月                                   | 11月                                   | 12月                                   | 全年                                   |
| ----------------------------------------------------- | -------------------------------------- | -------------------------------------- | -------------------------------------- | -------------------------------------- | -------------------------------------- | -------------------------------------- | -------------------------------------- | -------------------------------------- | -------------------------------------- | -------------------------------------- | -------------------------------------- | -------------------------------------- | -------------------------------------- |
| 历史最高温 °C（°F）                                   | 26.8 (80.2)                            | 31.0 (87.8)                            | 32.6 (90.7)                            | 36.2 (97.2)                            | 36.8 (98.2)                            | 38.1 (100.6)                           | 40.9 (105.6)                           | 40.8 (105.4)                           | 39.6 (103.3)                           | 36.7 (98.1)                            | 32.9 (91.2)                            | 29.4 (84.9)                            | 40.9 (105.6)                           |
| 平均高温 °C（°F）                                     | 10.2 (50.4)                            | 12.5 (54.5)                            | 16.5 (61.7)                            | 23.1 (73.6)                            | 27.9 (82.2)                            | 30.8 (87.4)                            | 34.5 (94.1)                            | 33.9 (93.0)                            | 30.0 (86.0)                            | 25.1 (77.2)                            | 19.1 (66.4)                            | 13.4 (56.1)                            | 23.1 (73.6)                            |
| 日均气温 °C（°F）                                     | 6.6 (43.9)                             | 8.8 (47.8)                             | 12.5 (54.5)                            | 18.7 (65.7)                            | 23.5 (74.3)                            | 26.6 (79.9)                            | 29.8 (85.6)                            | 29.0 (84.2)                            | 25.4 (77.7)                            | 20.3 (68.5)                            | 14.4 (57.9)                            | 8.7 (47.7)                             | 18.7 (65.6)                            |
| 平均低温 °C（°F）                                     | 4.0 (39.2)                             | 6.2 (43.2)                             | 9.6 (49.3)                             | 15.5 (59.9)                            | 20.1 (68.2)                            | 23.5 (74.3)                            | 26.0 (78.8)                            | 25.4 (77.7)                            | 21.9 (71.4)                            | 16.7 (62.1)                            | 10.8 (51.4)                            | 5.3 (41.5)                             | 15.4 (59.8)                            |
| 历史最低温 °C（°F）                                   | −7.1 (19.2)                            | −8.0 (17.6)                            | −1.6 (29.1)                            | 2.7 (36.9)                             | 10.6 (51.1)                            | 15.5 (59.9)                            | 19.0 (66.2)                            | 19.3 (66.7)                            | 12.5 (54.5)                            | 3.3 (37.9)                             | −3.0 (26.6)                            | −6.7 (19.9)                            | −8.0 (17.6)                            |
| 平均降水量 mm（）                                     | 74.0 (2.91)                            | 106.0 (4.17)                           | 172.7 (6.80)                           | 222.6 (8.76)                           | 210.3 (8.28)                           | 246.0 (9.69)                           | 129.6 (5.10)                           | 129.3 (5.09)                           | 89.4 (3.52)                            | 69.8 (2.75)                            | 71.3 (2.81)                            | 45.2 (1.78)                            | 1,566.2 (61.66)                        |
| 平均降水天数（≥ 0.1 mm）                              | 13.7                                   | 15.0                                   | 18.9                                   | 19.2                                   | 18.3                                   | 16.0                                   | 10.8                                   | 11.9                                   | 9.0                                    | 9.4                                    | 8.3                                    | 8.3                                    | 158.8                                  |
| 平均相對濕度（％）                                    | 81                                     | 83                                     | 84                                     | 82                                     | 80                                     | 81                                     | 73                                     | 76                                     | 78                                     | 75                                     | 77                                     | 76                                     | 79                                     |
| 月均日照時數                                          | 76.4                                   | 67.9                                   | 71.4                                   | 96.2                                   | 131.1                                  | 153.6                                  | 247.8                                  | 226.9                                  | 165.4                                  | 145.8                                  | 129.9                                  | 128.1                                  | 1,640.5                                |
| 可照百分比                                            | 23                                     | 22                                     | 19                                     | 25                                     | 32                                     | 37                                     | 59                                     | 56                                     | 45                                     | 41                                     | 40                                     | 40                                     | 37                                     |
| 来源：中国气象局（1971–2000年间的降水天数和日照数据） |                                        |                                        |                                        |                                        |                                        |                                        |                                        |                                        |                                        |                                        |                                        |                                        |                                        |

## 政治

### 现任领导
| 机构     | · 中国共产党 · 吉安市委员会 | 吉安市人民代表大会 常务委员会 | 吉安市人民政府    | · 中国人民政治协商会议 · 吉安市委员会 |
| 职务     | 书记                        | 主任                          | 市长              | 主席                                  |
| -------- | --------------------------- | ----------------------------- | ----------------- | ------------------------------------- |
| 姓名     | 罗文江                      | 廖宏                          | 王亚联            | 肖玉兰（女）                          |
| 民族     | 汉族                        | 汉族                          | 汉族              | 汉族                                  |
| 籍贯     | 江西省德安县                | 重庆市荣昌区                  | 江西省九江市      | 江西省万安县                          |
| 出生日期 | 1968年3月（57歲）           | 1968年7月（57歲）             | 1972年9月（52歲） | 1966年7月（59歲）                     |
| 就任日期 | 2023年8月                   | 2021年10月                    | 2023年8月         | 2025年1月                             |

### 历任领导
| 市委书记 - 王林森（2000年9月－2001年12月） - 吕滨（2001年12月－2004年6月） - 弘强（2004年7月－2006年11月） - 黄建盛（2006年11月－2008年2月） - 周萌（2008年3月－2011年8月） - 王萍（2011年8月－2016年9月） - 胡世忠（2016年9月－2021年3月） - 王少玄（2021年3月－2023年8月） - 罗文江（2023年8月－） | 市长 - 吕滨（2000年9月－2001年12月） - 胡长林（2001年12月－2006年10月） - 周萌（2006年10月－2008年4月） - 曾庆红（2008年4月－2008年12月） - 王萍（2009年1月－2011年9月） - 胡世忠（2011年9月－2015年2月） - 王少玄（2015年2月－2021年4月） - 罗文江（2021年4月－2023年8月） - 王亚联（2023年8月－） |

### 行政区划
吉安市现辖2个市辖区、10个县，代管1个县级市。
- 市辖区：吉州区、青原区
- 县级市：井冈山市
- 县：吉安县、吉水县、峡江县、新干县、永丰县、泰和县、遂川县、万安县、安福县、永新县

井冈山经济技术开发区为吉安市设立的国家级经济技术开发区。

## 人口
根据2020年第七次全国人口普查，全市常住人口为4,469,176人。同第六次全国人口普查的4,810,339人相比，十年共减少了341,163人，下降7.09%，年平均增长率为-0.73%。其中，男性人口为2,303,071人，占总人口的51.53%；女性人口为2,166,105人，占总人口的48.47%。总人口性别比（以女性为100）为106.32。0－14岁的人口为1,115,904人，占总人口的24.97%；15－59岁的人口为2,558,305人，占总人口的57.24%；60岁及以上的人口为794,967人，占总人口的17.79%，其中65岁及以上的人口为559,738人，占总人口的12.52%。居住在城镇的人口为2,339,591人，占总人口的52.35%；居住在乡村的人口为2,129,585人，占总人口的47.65%。

### 民族
全市常住人口中，汉族人口为4,448,818人，占99.54%；各少数民族人口为20,358人，占0.46%。与2010年第六次全国人口普查相比，汉族人口减少336,634人，下降7.03%，占总人口比例增加0.06个百分点；各少数民族人口减少4,529人，下降18.2%，占总人口比例下降0.06个百分点。

## 物产
土特产品有樟木箱、松杂木套装家具、堆花酒、味源酱油、薄酥饼、乌鸡、板鸭、安福火腿、罐头、樟脑、狗牯脑茶等。

## 经济
以农业和工商业为主，兼为工业、旅游业。

## 交通

### 航空
- 井冈山机场（泰和机场或吉安机场），位于泰和县。有往返北京、广州、深圳、上海虹桥、上海浦东、厦门、成都、西安的航班。井冈山机场距井冈山80公里。距离吉安市区35公里。

### 公路
| 公路编号 | 公路名称     | 公路起点       | 公路终点     | 吉安境内途径                                                           | 备注                                                                                     |
| -------- | ------------ | -------------- | ------------ | ---------------------------------------------------------------------- | ---------------------------------------------------------------------------------------- |
|          | 大广高速公路 | 黑龙江省大庆市 | 广东省广州市 | 吉安县、安福县、吉州区、泰和县、万安县、遂川县                         | 吉安以北又名武吉高速公路，吉安以南为原赣粤高速公路一部分。龙南至粤界（韶关市）尚在规划。 |
|          | 泉南高速公路 | 福建省泉州市   | 广西南宁市   | 泰和县、吉安县、永新县                                                 | 江西段吉安以东又称石吉高速公路，尚在建设中                                               |
| S69      | 樟吉高速公路 | 宜春市樟树市   | 吉安市吉州区 | 峡江县、吉水县、吉州区                                                 | 原为赣粤高速公路一部分                                                                   |
| S50      | 泰井高速公路 | 吉安市泰和县   | 井冈山市     | 泰和县、井冈山市                                                       | 未来将连接湖南省对应高速                                                                 |
|          | 105国道      | 北京市         | 广东省珠海市 | 新干县、峡江县、吉水县、青原区、吉州区、吉安县、泰和县、万安县、遂川县 | 纵贯吉安市                                                                               |
| G319     | 319国道      | 福建省厦门市   | 四川省成都市 | 永新县、吉安县、泰和县                                                 | 此国道已改道，将不会经过井冈山市                                                         |

### 铁路
| 铁路名称     | 铁路起点         | 铁路终点     | 吉安境内途径                                   | 备注                           |
| ------------ | ---------------- | ------------ | ---------------------------------------------- | ------------------------------ |
| 京九铁路     | 北京市           | 香港九龙     | 新幹县、峡江县、吉水县、青原区、吉安县、泰和县 | 南北纵贯吉安东部               |
| 分文铁路     | 分宜县           | 永新县文竹镇 | 安福县、永新县                                 | 已暂停客运，未来将连接吉衡铁路 |
| 吉衡铁路     | 吉安县           | 衡阳市       | 吉安县、泰和县、井冈山市                       | 全线已通车                     |
| 浩吉鐵路     | 鄂尔多斯市乌审旗 | 吉安市       | 未定                                           | 已於2019年9月28日通車          |
| 昌赣客运专线 | 南昌市           | 赣州市       | 新幹县、峡江县、吉水县、吉州区、泰和县、萬安县 | 已於2019年12月26日通車         |

- 吉安站位于京九线上，往返和途经火车较多。北京及上海已开通至井冈山的列車，井冈山站也接发一些前往广西方向的列车。

### 水路
- 赣江常年通航，赣江水运可通珠江和长江水道，吉安港有36个泊位。

### 市内交通
- 每天大、中型空调客运公关车，通往中心城区各地（2、10路大环城，9路小环城）。
- 另有大型公共汽车出租，每天有公共汽车往返各区县、乡镇。每日有长途汽车往返永新、泰和、遂川和井冈山。

## 教育

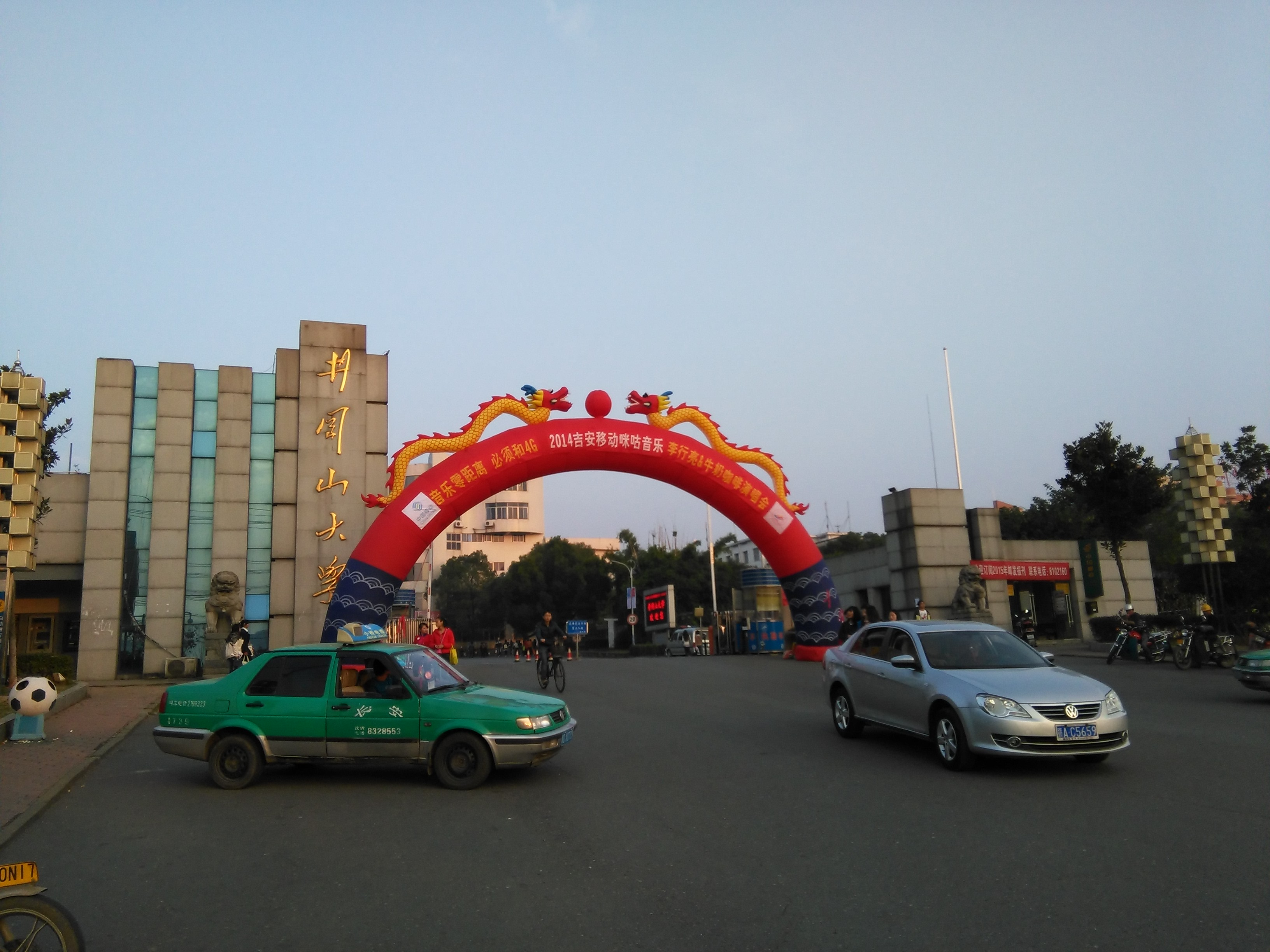
井冈山大学正校门

### 大学
现有两所大学：
- 井冈山大学
- 吉安职业技术学院

### 中学

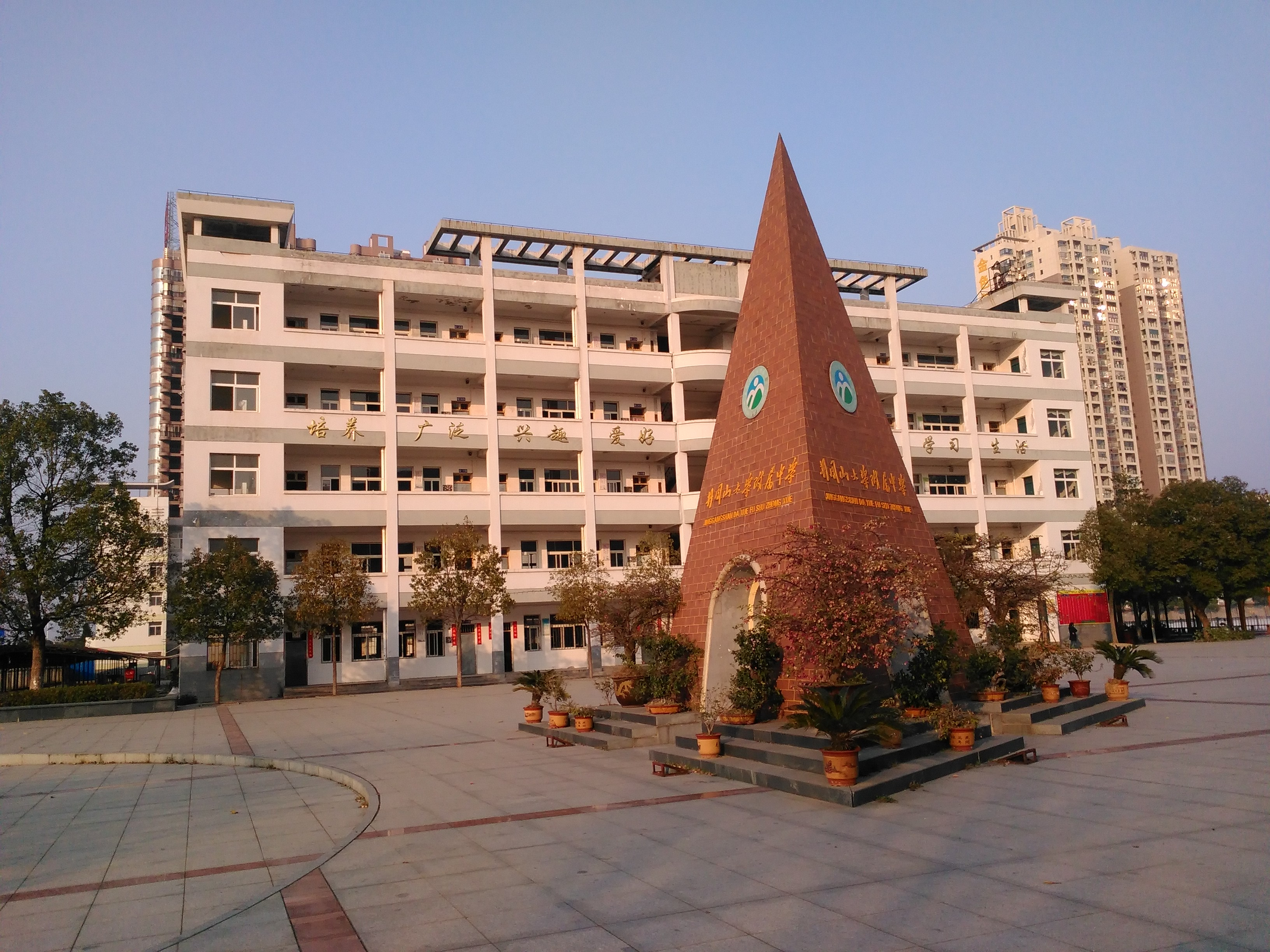
井冈山大学附属中学

中等专业学校8所，普通中学304所，职业中学49所，著名的有：
- 吉安一中
- 江西省白鹭洲中学
- 井冈山大学附中（EN）
- 吉安县立中学

### 图书馆

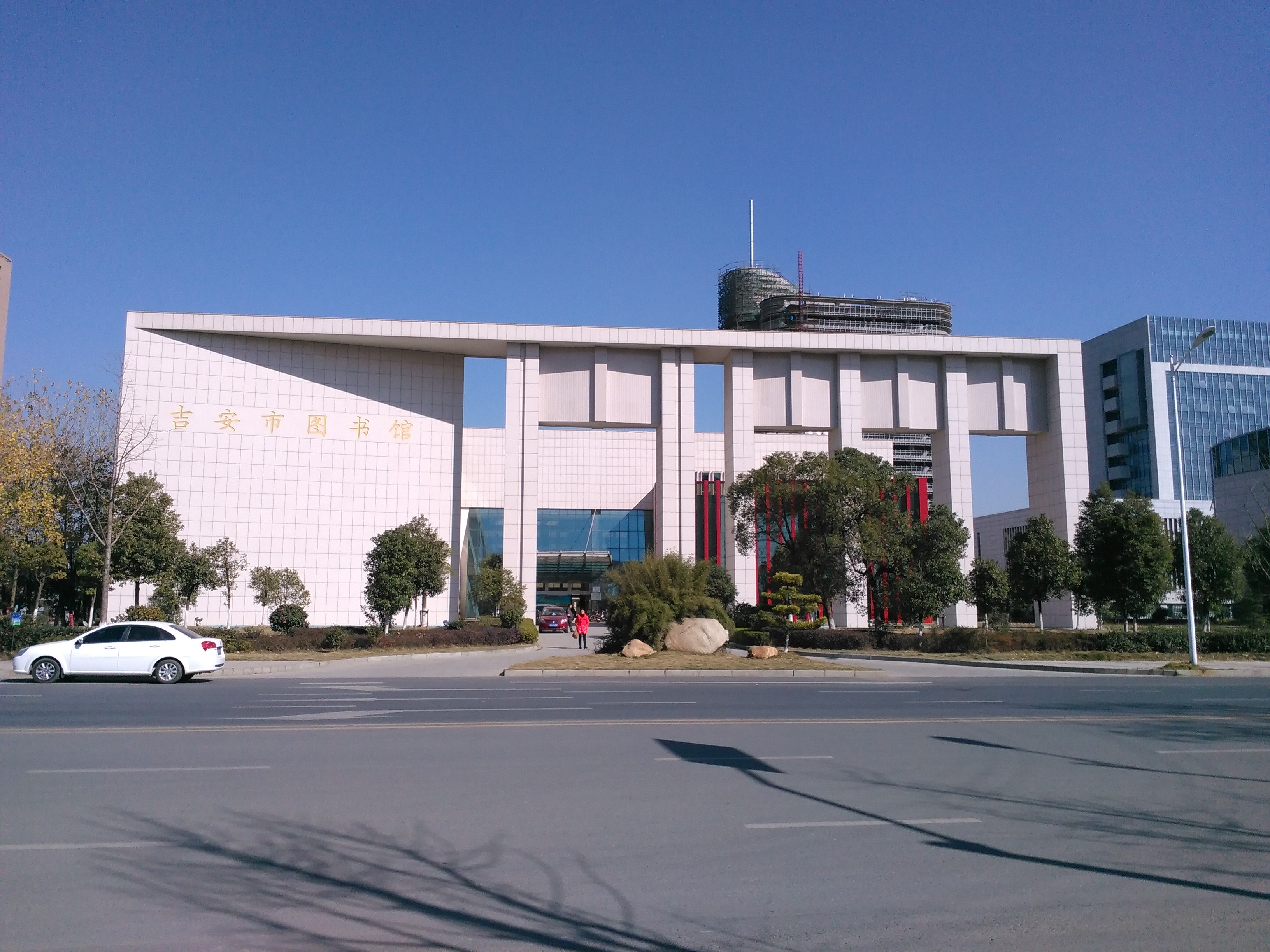
吉安市图书馆

吉安市紅十字醫院

- 吉安市图书馆

## 全国重点文物保护单位
- 井冈山革命遗址
- 湘赣省委机关旧址
- 吉州窑遗址
- 牛头城址
- 白口城址
- 泷冈阡表碑
- 大智彭氏家族石刻
- 界埠粮仓遗址
- 吉水东吴墓
- 文天祥墓
- 槎滩陂
- 万安城墙
- 白鹭洲书院
- 安福孔庙
- 东固平民银行旧址
- 君埠红一方面军总司令部旧址
- 富田村诚敬堂
- 渼陂红四军总部旧址
- “二七”陂头会议旧址

## 历史文化名镇名村
- 中国历史文化名镇：青原区富田镇、吉安县永和镇、
- 中国历史文化名村：青原区文陂乡渼陂村、吉水县金滩镇燕坊村、青原区富田镇陂下村、吉州区兴桥镇钓源村、吉水县金滩镇桑园村、安福县洲湖镇塘边村、峡江县水边镇湖洲村、安福县金田乡柘溪村、泰和县螺溪镇爵誉村、
- 江西省历史文化名村：吉安县横江镇唐贤坊村、吉水县金滩镇仁和店村、青原区新圩镇江头毛家村、

## 旅游

### 名胜古迹

#### 红色景点
- 龙江书院
- 三湾景区
- 龙源口景区
- 泉江名胜区
- 吉水县博物馆
- 峡江会议会址
- 吉安县革命烈士纪念馆
- 八角楼
- 井冈山会师纪念馆
- 茨坪革命旧居旧址
- 井冈山革命烈士陵园
- 东井冈—东固
- 黄洋界

#### 绿色景点
- 安福武功山
- 安福武功湖
- 白水仙风景区
- 万福仙道教胜地
- 天龙山景区
- 泰和白鹭湖
- 万宝湖风景区
- 玉峡风景名胜区
- 水浆自然保护区
- 黎山风景区
- 井冈山挹翠湖公园
- 石燕洞
- 井冈山主峰
- 井冈山龙潭
- 白鹭洲风景区

#### 古色景点
- 烟雨三曲滩
- 名城吉安
- 石莲洞
- 文天祥纪念馆
- 白鹭洲书院
- 江南保存最完整的孔庙安福孔庙
- 江南佛教圣地青原山
- 洞天福地玉笥山
- 欧阳修故里西阳宫
- 文风鼎盛白鹭洲
- 三国东吴古墓遗址
- 吉州窑遗址

#### 休闲景点
- 安福武功山温泉山庄
- 安福武功湖
- 汤湖风景区
- 万安湖景区
- 楠木林度假村
- 吉水大东山
- 吉水桃花岛